# Matteo Maria Zuppi
Matteo Maria Zuppi (Rome, 11 oktober 1955) is een Italiaans geestelijke en een kardinaal van de Rooms-Katholieke Kerk.
Zuppi bezocht het seminarie van Palestrina en ontving een baccalaureaat in de theologie aan de Pauselijke Lateraanse Universiteit. Aan de Universiteit Sapienza Rome ontving hij een laureaat in de letteren met een thesis op het gebied van de Kerkgeschiedenis.
Zuppi werd op 9 mei 1981 priester gewijd. Van 1983 tot 2012 was hij rector van de Santa Croce alla Lungara in de Romeinse wijk Trastevere. In 2006 werd hij door paus Benedictus XVI benoemd tot pauselijk kapelaan.
Zuppi vervulde verschillende functies binnen de sociale gemeenschap van Sant'Egidio. Hij werd op 31 januari 2012 benoemd tot hulpbisschop van Rome en tot titulair bisschop van Villanova. Hij ontving zijn bisschopswijding op 14 april 2012 uit handen van kardinaal Agostino Vallini. Als wapenspreuk koos hij Gaudium Domini fortitudo vestra (uit: Nehemia 8,10: De vreugde van de Heer is uw sterkte).
Paus Franciscus benoemde Zuppi op 27 oktober 2015 tot aartsbisschop van Bologna als opvolger van Carlo Caffarra die met emeritaat was gegaan.
Zuppi werd tijdens het consistorie van 5 oktober 2019 kardinaal gecreëerd. Hij kreeg de rang van kardinaal-priester. Zijn titelkerk werd de Sant'Egidio.
Sinds 24 mei 2022 is Zuppi tevens voorzitter van de Italiaanse Bisschoppenconferentie.
In het kader van de inspanningen van paus Franciscus bij de Russisch-Oekraïense vredesonderhandelingen sinds 2022 bezocht de kardinaal op 28 juni Moskou, waar hij “humanitaire initiatieven” onderzocht die een “pad naar vrede” moeten openen.
- Bibliothèque nationale de France: cb179489378 (data)
- Gemeinsame Normdatei: 1052418643
- International Standard Name Identifier: 0000 0003 7032 4986
- Nationale Bibliotheek van Tsjechië: xx0205007
- Istituto Centrale per il Catalogo Unico: BVEV097173
- Système universitaire de documentation: 252405498
- Virtual International Authority File: 233412342